# 齐贝洛
齐贝洛（義大利語：Zibello），是意大利帕尔马省的一个市镇。总面积23平方公里，人口1909人，人口密度83.0人/平方公里（2009年）。ISTAT代码为034048。